# Bayezid I
Bayezid I of Bajezid I (Adrianopel, 1360 - Philomelium, 8 of 9 maart 1403), bijgenaamd Yıldırım  (de "bliksemschicht"), was de vierde Ottomaanse sultan. In het Arabisch schrift is zijn naam: بايزيد الأول

## Biografie
Bayezid was de zoon van Murad I en zijn Griekse vrouw, Gülçiçek Hatun. Zijn eerste grote rol was die van gouverneur van Kütahya (het vroegere Kotaion of Cotaeum in Phrygië), waar hij ervaring opdeed met regeren. Bayezid werd door zijn vader Murat I al jong uitgehuwelijkt aan een dochter van de emir van de stad, een Germiyanid-heerser. 
Bayezid kreeg de bijnaam "Bliksemschicht" wegens zijn snelle militaire optreden in de strijd tegen de Karamaniden. Zijn vader Murat I sneuvelde in 1389, tijdens of vlak na de slag op het Merelveld tegen de Serviërs. Bayezid werd daarop sultan. Onmiddellijk na het verkrijgen van de troon liet hij zijn jongere broer en potentiële rivaal Yakub wurgen, die zich in de slag nog onderscheiden had. Hij benoemde de minderjarige zoon van de gesneuvelde prins Lazar van Servië, Stefan Lazarević, als nieuwe koning van Servië, dat een Ottomaanse vazalstaat werd. Stefan Lazarević kreeg aanzienlijke autonomie en regeerde later als despoot. In 1390 nam Bayezid prinses Olivera Despina tot vrouw, de dochter van Lazar van Servië. Opper-Servië verzette zich tegen de Ottomanen totdat Bayezid in 1391 Skopje veroverde, waarna de stad een belangrijke Ottomaanse uitvalsbasis werd. Bayezid liet na de inname van de stad de Servische tsaar Lazar Hrebeljanović en een groot aantal krijgsgevangenen doden. 
Daarop begon hij een oorlog met het Byzantijnse Rijk. Hij rukte op naar Constantinopel waar hij in 1394 een belegering begon, die tot 1402 zou duren. Zijn succesvolle veldtochten in Griekenland, Albanië en Bulgarije waren de aanleiding voor een kruistocht onder leiding van Sigismund van Luxemburg, keizer van het Heilige Roomse Rijk en koning van Hongarije, waaraan vele Europese vorsten, waaronder Jan zonder Vrees, deelnamen. Naast de Hongaren deed ook een Frans leger mee, maar op 25 september 1396 wist Bayezid de kruisridders te verslaan in de slag bij Nicopolis (in het noorden van het tegenwoordige Bulgarije).
Bayezid was door zijn overwinningen dichtbij inname van Constantinopel. Onder zijn heerschappij hadden de Ottomanen Anatolië en een groot deel van de zuidelijke Balkan in hun macht. Hieraan kwam een einde toen de Mongoolse krijgsheer Timoer Lenk in 1400 het Ottomaanse Rijk binnenviel. Bayezid was nu gedwongen om het beleg van Constantinopel op te heffen. Timoer Lenk bevrijdde de door de Ottomanen bezette Seltsjoekse emiraten in Anatolië en versloeg Bayezid in de slag bij Ankara op 20 juli 1402. Bayezid werd gevangengenomen en Timoer Lenk hield hem als trofee gevangen, volgens een van de overleveringen in een kooi. Bayezid stierf in 1403. Volgens de legende pleegde hij zelfmoord door zijn hoofd tegen de tralies van de kooi te slaan.
Na de slag bij Ankara maakte Servië zich weer los van de Turken. De vier zoons van Bayezid vochten een burgeroorlog om de opvolging. De periode zonder sultan wordt het Ottomaanse Interregnum genoemd en duurde tot 1413, toen Mehmet I sultan werd.